# Калифорнийска джобна мишка
Калифорнийската джобна мишка (Chaetodipus californicus) е вид бозайник от семейство Торбести скокливци (Heteromyidae).

## Разпространение
Видът е разпространен в Мексико (Долна Калифорния) и САЩ (Калифорния).